# Ценжів
Цéнжів — село Ямницької сільської громади Івано-Франківського району Івано-Франківської області, утворене у 2021 році з частини села Майдан. Населення 210 осіб, площа — 560 га.

## Назва
Є полонізмом, оскільки походить від польського варіанту назви сусіднього села Тязів.

## Історія

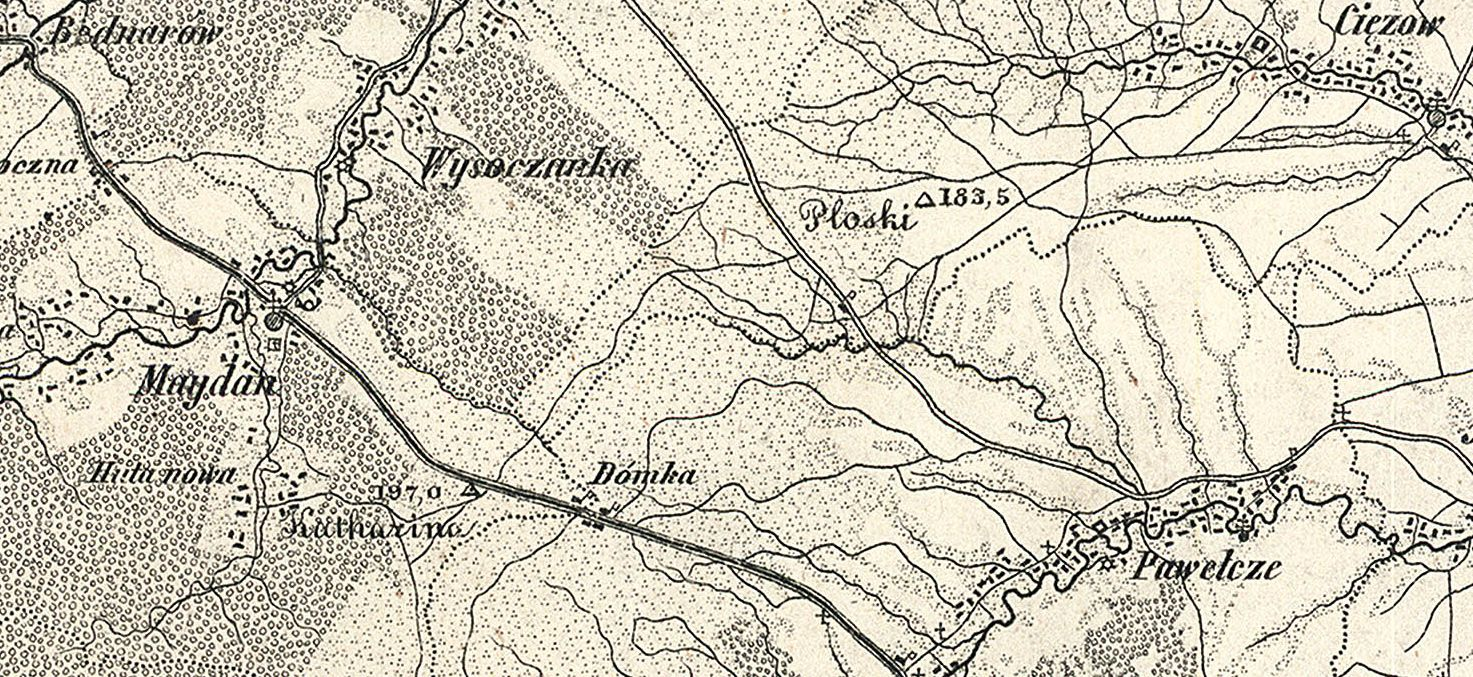
Хутір Думка як попередник Ценжова

На карті 1855 року "Administrativ Karte von den Königreichen Galizien und Lodomerien mit dem Grossherzogthume Krakau und den Herzogthümern Auschwitz, Zator und Bukowina in 60 Blättern, C.R. von Kummersberg" наявні в даному місці кілька будинків, тоді поселення носило назву «Думка». Розростання хутора пов'язано з будівництвом залізниці Станіслав — Стрий і станції Ценжів у 1872 році, при ній утворилося однойменне поселення. 
У роки Першої світової війни тут був розміщений госпіталь і цвинтар полеглих вояків австро-угорської армії (відновлений у 1995 році).
7 червня 1946 року указом Президії Верховної Ради УРСР хутір Ценжів Майданської сільради Станіславського району перейменовано на хутір Тяжів.
У 1971 році в нетрях Чорного Лісу, біля села, був споруджений захищений командний пункт країн Варшавського договору. Був повністю розформований до 2010 року.
У 2016—2017 роках в селі базувався 8-й окремий гірсько-штурмовий батальйон.
30 червня 2017 року на IX сесії Тисменицької районної ради ухвалено рішення про надання поселенню Ценжів статусу села, у грудні 2017 року Івано-Франківська обласна рада підтримала його,
3 березня 2021 року Верховна Рада України ухвалила постанову № 1311-IX про присвоєння найменування населеному пункту.